# مانولو

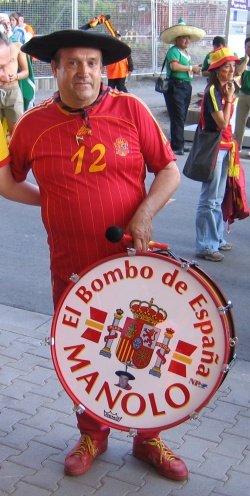
مانولو در جام جهانی ۲۰۰۶

مانوئل کاسرس آرتسرو (به اسپانیایی: Manuel Cáceres Artesero)؛(زاده 15 ژانویه 1949 - درگذشته 1 مه 2025) ملقب به مانولو دل بومبو یا مانولوی طبل‌زن (به اسپانیایی: Manolo el del bombo) و یار دوازدهم اسپانیا از سرشناس‌ترین هواداران فوتبال در جهان و از هواداران باشگاه فوتبال والنسیا و تیم ملی فوتبال اسپانیا بود. دویچه وله فارسی به او لقب «محمد بوقی اسپانیا» داده‌ بود.
او صاحب یک بار در نزدیکی ورزشگاه مستایا بود.